# Giro dei Tre Mari 1938
Il Giro dei Tre Mari 1938, terza edizione della corsa riorganizzata dopo diciotto anni di pausa, venne disputata dal 7 al 20 settembre 1938 su un percorso di 1934 km suddiviso in 11 frazioni che toccò le principali città dell'Italia meridionale. Fu vinto da Enrico Mollo, che precedette in classifica Walter Generati e Attilio Masarati.
Il belga Hubert Deltour, vincitore anche della classifica degli scalatori,, e l'italiano Secondo Magni vinsero il maggior numero di tappe aggiudicandosi tre successi a testa. Fu la prima ed unica volta che un ciclista straniero si aggiudicò tappe in una edizione di questa corsa.

## Tappe
| Tappa  | Data         | Percorso                    | km    | Tempo    | Vincitore di tappa  | Leader cl. generale |
| ------ | ------------ | --------------------------- | ----- | -------- | ------------------- | ------------------- |
| 1ª     | 7 settembre  | Roma > L'Aquila             | 141   | 3h59'30" | Hubert Deltour      | Hubert Deltour      |
| 2ª     | 8 settembre  | L'Aquila > Pescara          | 107   | 2h52'58" | Hubert Deltour      | Hubert Deltour      |
| 3ª     | 9 settembre  | Pescara > Foggia            | 229   | 7h33'54" | Walter Generati     | Attilio Masarati    |
| 4ª     | 10 settembre | Foggia > Bari               | 127   | 3h59'59" | Vladimiro Lazzarini | Attilio Masarati    |
| 5ª     | 11 settembre | Bari > Potenza              | 143   | 4h20'32" | Secondo Magni       | Attilio Masarati    |
|        | 12 settembre | giorno di riposo            |       |          |                     |                     |
| 6ª-1ª  | 13 settembre | Potenza > Lagonegro         | 105   | 3h46'25" | Secondo Magni       | non assegnata       |
| 6ª-2ª  | 13 settembre | Lagonegro > Cosenza         | 157   | 4h48'00" | Giovanni Gotti      | Giovanni Gotti      |
| 7ª     | 14 settembre | Cosenza > Catanzaro         | 87    | 3h01'07" | Secondo Magni       | Enrico Mollo        |
|        | 15 settembre | giorno di riposo            |       |          |                     |                     |
| 8ª     | 16 settembre | Catanzaro > Reggio Calabria | 174   | 5h34'35" | Adolfo Leoni        | Enrico Mollo        |
| 9ª-1ª  | 17 settembre | Messina > Catania           | 83    | 2h59'54" | Aimone Landi        | non assegnata       |
| 9ª-2ª  | 17 settembre | Catania > Messina           | 93    | 3h09'41" | Diego Marabelli     | Enrico Mollo        |
| 10ª    | 18 settembre | Messina > Palermo           | 254   | 8h52'00" | Cino Cinelli        | Enrico Mollo        |
|        | 19 settembre | giorno di riposo            |       |          |                     |                     |
| 11ª    | 20 settembre | Napoli > Roma               | 234   | 7h33'04" | Hubert Deltour      | Enrico Mollo        |
| Totale | Totale       | Totale                      | 1 934 |          |                     |                     |

## Classifiche finali

### Classifica generale - Maglia azzurra
| Pos. | Corridore        | Squadra | Tempo     |
| ---- | ---------------- | ------- | --------- |
| 1    | Enrico Mollo     | Fréjus  | 62h32'17" |
| 2    | Walter Generati  | Lygie   | a 5'21"   |
| 3    | Attilio Masarati | Lygie   | a 7'08"   |
| 4    | Adriano Vignoli  | Lygie   | a 7'15"   |
| 5    | Ruggero Balli    | Olympia | a 7'21"   |
| 6    | Michele Benente  | -       | s.t.      |
| 7    | Diego Marabelli  | Bianchi | a 15'53"  |
| 8    | Secondo Magni    | Wolsit  | a 16'18"  |
| 9    | Adolfo Leoni     | Bianchi | a 20'40"  |
| 10   | Enrico Mara      | Bianchi | a 23'15"  |

### Classifica indipendenti
| Pos. | Corridore        | Squadra | Tempo     |
| ---- | ---------------- | ------- | --------- |
| 1    | Secondo Magni    | Wolsit  | 62h48'35" |
| 2    | Francesco Patti  | -       | a 13'57"  |
| 3    | Salvatore Crippa | Wolsit  | a 23'28"  |
| 4    | Antonio D'Amore  | -       | a 28'24"  |
| 5    | Amelio Dolfi     | -       | a 39'43"  |